# 1178

## Събития
- На 30 юли 1178 г. Фридрих Барбароса е коронясан за крал на Бургундия.